# Бристъл (окръг, Масачузетс)
Вижте пояснителната страница за други значения на Бристъл.
Окръг Бристъл (на английски: Bristol County) е окръг в щата Масачузетс, Съединени американски щати. Площта му е 1790 km², а населението – 558 324 души (2016). Административен център е град Тонтън.